# غرانت مكمارتن
غرانت مكمارتن (بالإنجليزية: Grant McMartin)‏ هو لاعب كرة قدم بريطاني، ولد في 31 ديسمبر 1970 في Linlithgow ‏ في المملكة المتحدة. لعب مع سانت جونستون ونادي دندي.